# Quars lletós
El quars lletós és un tipus de quars (diòxid de silici) de color blanc que presenta opalescència. El seu color blanc es deu a inclusions líquides englobades dins els cristalls en el moment de la seva formació. El quars lletós es pot trobar granulat en alguns tipus de sorra. Es pot confondre amb l'òpal.

## Jaciments
Es pot trobar quars lletós de mida grossa a Sibèria. Altres localitats en es pot trobar són: el Brasil, els Alps, Madagascar, Estats Units i Namíbia.